# Élections législatives gambiennes de 2012
Des élections législatives ont eu lieu en Gambie le 29 mars 2012. Il s'agissait de renouveler 48 des 53 sièges à l'Assemblée nationale, monocamérale ; les cinq autres députés sont nommés par le président de la République.

## Contexte, partis et boycott
Le Alliance patriotique pour la réorientation et la construction (APRC), parti du président Yahya Jammeh, dispose de 47 sièges dans l'Assemblée sortante. Quatre sont tenus par le Parti démocratique unifié, principal parti d'opposition, tandis que l'Alliance nationale pour la démocratie et le développement en détient un, et qu'il y a également un député sans étiquette.
Jammeh menace d'« isoler » les régions où son parti ne remporterait pas le scrutin — menace qu'il avait prononcée et mise en application lors de précédentes élections. Jammeh, qui avait déclaré en 2007 pouvoir guérir le sida, est vivement critiqué par la communauté internationale pour ses « abus des droits de l'homme, des disparitions forcées, des exécutions extrajudiciaires, des actes de torture et le musellement des journalistes ». Par ailleurs, toutefois, « il bénéficie d'un fort soutien pour avoir présidé à une forte croissance économique », ainsi qu'à la construction de routes, d'écoles et d'hôpitaux.
Six partis d'opposition, dont les deux représentés au Parlement, boycottent l'élection. Seul le Parti de la réconciliation nationale (PRN), décide d'y prendre part, avec des candidats dans huit circonscriptions.

## L'élection
Dans 25 circonscriptions, il n'y a pas d'autre candidat que celui de l'APRC, élu donc d'office. Dans les 23 autres, les candidats de l'APRC sont opposés à un candidat du PRN, et/ou à des candidats sans étiquette.
En raison du taux d'illettrisme très élevé dans le pays, les électeurs sont invités à placer une bille dans un baril de couleur représentant le candidat qu'ils choisissent. Une cloche dans le baril tinte lorsque la bille tombe, indiquant qu'une seule bille y a été placée.
L'élection se déroule en présence d'observateurs de l'Union africaine et du Commonwealth des Nations, dont la Gambie est membre. La commission électorale annonce un taux de participation de 50 % sur l'ensemble des 25 circonscriptions où les citoyens avaient la possibilité de voter.

## Résultats
Outre les 25 circonscriptions où il n'y a pas de candidat d'opposition, l'APRC remporte 18 sièges — soit quarante-trois au total. Le PRN obtient un siège (celui de la circonscription de Niamina Dankunku), tandis que des candidats sans étiquette remportent les quatre autres,.